# Deontay Wilder
Deontay Leshun Wilder (Tuscaloosa, 22 de outubro de 1985) é um pugilista americano que representou seu país nos Jogos Olímpicos de Verão de 2008, realizados em Pequim, na República Popular da China. Competiu na categoria pesado onde conseguiu a medalha de bronze após perder nas semifinais para o italiano Clemente Russo por pontos (1–7).
Após os Jogos Olímpicos se profissionalizou, se tornando campeão do Conselho Mundial de Boxe em 2015.
Em 1 de dezembro de 2018, ele empatou com Tyson Fury, no primeiro embate entre os dois. Em 2020, na revanche, ele foi derrotado pela primeira vez no boxe profissional.

## Cartel no Boxe Profissional
| 48 Lutas - 43 vitórias (42 nocautes), 4 derrotas, 1 empate                                                  |           |        |                     |      |               |             |                                                                           |                                                                                   |
| • KO = Nocaute • TKO = KO Técnico • UD = decisão unânime • SD = decisão dividida • MD = decisão majoritária |           |        |                     |      |               |             |                                                                           |                                                                                   |
| No. | Resultado | Cartel | Oponente            | Tipo | Round, tempo  | Data        | Local                                                                     | Notas                                                                             |
| 48 | Derrota   | 43–4–1 | Zhilei Zhang        | TKO  | 5 (12), 1:51  | 1 Jun 2024  | Kingdom Arena, Riyadh, Saudi Arabia                                       |                                                                                   |
| 47 | Derrota   | 43–3–1 | Joseph Parker       | UD   | 12            | 23 Dez 2023 | Kingdom Arena, Riyadh, Saudi Arabia                                       | Para os títulos WBO Inter-Continental e WBC Internacional vago dos pesos pesados. |
| 46 | Vitória   | 43–2–1 | Robert Helenius     | KO   | 1 (12), 2:57  | 15 Out 2022 | Barclays Center, Nova York City, Nova York, Estados Unidos                |                                                                                   |
| 45 | Derrota   | 42–2–1 | Tyson Fury          | KO   | 11 (12), 1:10 | 9 Out 2021  | T-Mobile Arena, Paradise, Nevada, U.S.                                    |                                                                                   |
| 44 | Derrota   | 42–1–1 | Tyson Fury          | TKO  | 7 (12), 1:39  | 22 Fev 2020 | MGM Grand Garden Arena, Paradise, Nevada, U.S.                            | Perdeu o cinturão peso-pesado do WBC.                                             |
| 43 | Vitória   | 42–0–1 | Luis Ortiz          | KO   | 7 (12), 2:51  | 23 Nov 2019 | MGM Grand Garden Arena, Paradise, Nevada, Estados Unidos                  | Manteve o cinturão peso-pesado do WBC                                             |
| 42 | Vitória   | 41–0–1 | Dominic Breazeale   | KO   | 1 (12), 2:17  | 18 Mai 2019 | Barclays Center, Nova York City, Nova York, Estados Unidos                | Manteve o cinturão peso-pesado do WBC                                             |
| 41 | Empate    | 40–0–1 | Tyson Fury          | SD   | 12            | 1 Dez 2018  | Staples Center, Los Angeles, Califórnia, Estados Unidos                   | Manteve o cinturão peso-pesado do WBC                                             |
| 40 | Vitória   | 40–0   | Luis Ortiz          | TKO  | 10 (12), 2:05 | 3 Mar 2018  | Barclays Center, New York City, New York, Estados Unidos                  | Manteve o cinturão peso-pesado do WBC                                             |
| 39 | Vitória   | 39–0   | Bermane Stiverne    | KO   | 1 (12), 2:59  | 4 Nov 2017  | Barclays Center, New York City, New York, Estados Unidos                  | Manteve o cinturão peso-pesado do WBC                                             |
| 38 | Vitória   | 38–0   | Gerald Washington   | TKO  | 5 (12), 1:45  | 25 Fev 2017 | Legacy Arena, Birmingham, Alabama, Estados Unidos                         | Manteve o cinturão peso-pesado do WBC                                             |
| 37 | Vitória   | 37–0   | Chris Arreola       | RTD  | 8 (12), 3:00  | 16 Jul 2016 | Legacy Arena, Birmingham, Alabama, Estados Unidos                         | Manteve o cinturão peso-pesado do WBC                                             |
| 36 | Vitória   | 36–0   | Artur Szpilka       | KO   | 9 (12), 2:24  | 16 Jan 2016 | Barclays Center, New York City, New York, Estados Unidos                  | Manteve o cinturão peso-pesado do WBC                                             |
| 35 | Vitória   | 35–0   | Johann Duhaupas     | TKO  | 11 (12), 0:55 | 26 Set 2015 | Legacy Arena, Birmingham, Alabama, Estados Unidos                         | Manteve o cinturão peso-pesado do WBC                                             |
| 34 | Vitória   | 34–0   | Éric Molina         | KO   | 9 (12), 1:03  | 13 Jun 2015 | Bartow Arena, Birmingham, Alabama, Estados Unidos                         | Manteve o cinturão peso-pesado do WBC                                             |
| 33 | Vitória   | 33–0   | Bermane Stiverne    | UD   | 12            | 17 Jan 2015 | MGM Grand Garden Arena, Paradise, Nevada, Estados Unidos                  | Ganhou o cinturão peso-pesado do WBC                                              |
| 32 | Vitória   | 32–0   | Jason Gavern        | RTD  | 4 (10), 3:00  | 16 Ago 2014 | StubHub Center , Carson, California , Estados Unidos                      |                                                                                   |
| 31 | Vitória   | 31–0   | Malik Scott         | KO   | 1 (12), 1:36  | 15 Mar 2014 | Coliseo Rubén Rodríguez, Bayamón, Porto Rico                              |                                                                                   |
| 30 | Vitória   | 30–0   | Nicolai Firtha      | KO   | 4 (10), 1:26  | 26 Out 2013 | Boardwalk Hall, Atlantic City, New Jersey, Estados Unidos                 | Manteve o cinturão peso-pesado Continental das Américas do WBC                    |
| 29 | Vitória   | 29–0   | Siarhei Liakhovich  | KO   | 1 (10), 1:43  | 9 Ago 2013  | Fantasy Springs Resort Casino, Indio, Califórnia, Estados Unidos          | Manteve o cinturão peso-pesado Continental das Américas do WBC                    |
| 28 | Vitória   | 28–0   | Audley Harrison     | TKO  | 1 (12), 1:10  | 27 Abr 2013 | Motorpoint Arena, Sheffield, Inglaterra                                   |                                                                                   |
| 27 | Vitória   | 27–0   | Matthew Greer       | TKO  | 2 (8), 1:16   | 19 Jan 2013 | Centro de Convenciones, Villahermosa, México                              |                                                                                   |
| 26 | Vitória   | 26–0   | Kelvin Price        | KO   | 3 (10), 0:51  | 15 Dez 2012 | Memorial Sports Arena, Los Angeles, Califórnia, Estados Unidos            | Ganhou o cinturão peso-pesado Continental das Américas do WBC                     |
| 25 | Vitória   | 25–0   | Damon McCreary      | KO   | 2 (10), 0:55  | 8 Set 2012  | The Hangar, Costa Mesa, Califórnia, Estados Unidos                        |                                                                                   |
| 24 | Vitória   | 24–0   | Kertson Manswell    | TKO  | 1 (10), 2:10  | 4 Ago 2012  | Civic Center Expo Hall, Mobile, Alabama, Estados Unidos                   |                                                                                   |
| 23 | Vitória   | 23–0   | Owen Beck           | RTD  | 3 (8), 3:00   | 23 Jun 2012 | Killer Buzz Arena, Tuscaloosa, Alabama, Estados Unidos                    |                                                                                   |
| 22 | Vitória   | 22–0   | Jesse Oltmanns      | TKO  | 1 (8), 0:26   | 26 Mai 2012 | Oasis Hotel Complex, Cancún, México                                       |                                                                                   |
| 21 | Vitória   | 21–0   | Marlon Hayes        | TKO  | 4 (8), 3:00   | 25 Fev 2012 | Scottrade Center, St. Louis, Missouri, Estados Unidos                     |                                                                                   |
| 20 | Vitória   | 20–0   | David Long          | KO   | 1 (8), 1:17   | 26 Nov 2011 | U.S. Bank Arena, Cincinnati, Ohio, Estados Unidos                         |                                                                                   |
| 19 | Vitória   | 19–0   | Daniel Cota         | KO   | 3 (8), 2:55   | 5 Nov 2011  | Centro de Convenciones, Cancún, México                                    |                                                                                   |
| 18 | Vitória   | 18–0   | Dominique Alexander | TKO  | 2 (6), 2:02   | 27 Ago 2011 | Water Oaks Farm Arena, Tuscaloosa, Alabama, Estados Unidos                |                                                                                   |
| 17 | Vitória   | 17–0   | Damon Reed          | KO   | 2 (6), 1:59   | 18 Jun 2011 | Tuscaloosa Amphitheater, Tuscaloosa, Alabama, Estados Unidos              |                                                                                   |
| 16 | Vitória   | 16–0   | Reggie Pena         | TKO  | 1 (6), 2:03   | 6 Mai 2011  | Fantasy Springs Resort Casino, Indio, Califórnia, Estados Unidos          |                                                                                   |
| 15 | Vitória   | 15–0   | DeAndrey Abron      | TKO  | 2 (6), 1:23   | 19 Fev 2011 | Shelton State Community College, Tuscaloosa, Alabama, Estados Unidos      |                                                                                   |
| 14 | Vitória   | 14–0   | Danny Sheehan       | KO   | 1 (6), 1:48   | 2 Dez 2010  | Hilton Towers Ballroom, Lafayette, Luisiana, Estados Unidos               |                                                                                   |
| 13 | Vitória   | 13–0   | Harold Sconiers     | TKO  | 4 (6), 1:09   | 15 Out 2010 | Fantasy Springs Resort Casino, Indio, Califórnia, Estados Unidos          |                                                                                   |
| 12 | Vitória   | 12–0   | Shannon Caudle      | KO   | 1 (6), 1:04   | 25 Set 2010 | Fitzgeralds Casino and Hotel, Tunica Resorts, Mississippi, Estados Unidos |                                                                                   |
| 11 | Vitória   | 11–0   | Dustin Nichols      | RTD  | 1 (6), 3:00   | 3 Jul 2010  | Club Palace, Hattiesburg, Mississippi, Estados Unidos                     |                                                                                   |
| 10 | Vitória   | 10–0   | Alvaro Morales      | TKO  | 3 (6), 1:23   | 30 Abr 2010 | Tropicana Las Vegas, Paradise, Nevada, U.S.Estados Unidos                 |                                                                                   |
| 9 | Vitória   | 9–0    | Ty Cobb             | KO   | 1 (6), 0:33   | 2 Abr 2010  | The Joint, Paradise, Nevada, Estados Unidos                               |                                                                                   |
| 8 | Vitória   | 8–0    | Jerry Vaughn        | KO   | 1 (6), 1:02   | 28 Nov 2009 | Duke Energy Convention Center, Cincinnati, Ohio, Estados Unidos           |                                                                                   |
| 7 | Vitória   | 7–0    | Travis Allen        | TKO  | 1 (4), 1:30   | 14 Ago 2009 | Desert Diamond Casino, Tucson, Arizona, Estados Unidos                    |                                                                                   |
| 6 | Vitória   | 6–0    | Kelsey Arnold       | KO   | 1 (4), 1:13   | 26 Jun 2009 | Desert Diamond Casino, Tucson, Arizona, Estados Unidos                    |                                                                                   |
| 5 | Vitória   | 5–0    | Charles Brown       | KO   | 1 (6), 0:55   | 23 Mai 2009 | Duke Energy Convention Center, Cincinnati, Ohio, Estados Unidos           |                                                                                   |
| 4 | Vitória   | 4–0    | Joseph Rabotte      | KO   | 1 (4), 2:33   | 24 Abr 2009 | UIC Pavilion, Chicago, Illinois, Estados Unidos                           |                                                                                   |
| 3 | Vitória   | 3–0    | Richard Greene Jr.  | RTD  | 1 (4), 3:00   | 14 Mar 2009 | Duke Energy Convention Center, Cincinnati, Ohio, Estados Unidos           |                                                                                   |
| 2 | Vitória   | 2–0    | Shannon Gray        | TKO  | 1 (4), 2:12   | 6 Mar 2009  | James M. Trotter Convention Center, Columbus, Mississippi, Estados Unidos |                                                                                   |
| 1 | Vitória   | 1–0    | Ethan Cox           | TKO  | 2 (4), 2:54   | 15 Nov 2008 | Memorial Gymnasium, Nashville, Tennessee, Estados Unidos                  |                                                                                   |